# Manólis Sáliakas
Manólis Sáliakas (en grec moderne : Μανώλης Σάλιακας), né le 12 septembre 1996 à Héraklion en Grèce, est un footballeur international grec qui évolue au poste d'arrière droit au FC St. Pauli.

## Biographie

### En club
Manólis Sáliakas rejoint l'Olympiakós en juillet 2014 avant d'être transféré à Karmiótissa en prêt pendant une saison. Après cela, il est retourné en Grèce et a rejoint le Lamía pour de deux ans.
En juin 2022, il est rejoint le FC St. Pauli.

### En sélection
Le 3 juin 2021, Manólis Sáliakas est appelé pour la première fois avec l'équipe nationale de Grèce lors d'un match amical contre le Belgique et il remplace Thanasis Androutsos.

## Palmarès

### En club
Olympiakós : 
- Championnat de Grèce
  - Vainqueur : 2014, 2015, 2016
- Coupe de Grèce
  - Vainqueur : 2015

 FC St. Pauli : 
- Deuxième division
  - Vainqueur : 2024